# マグネットフィッシング

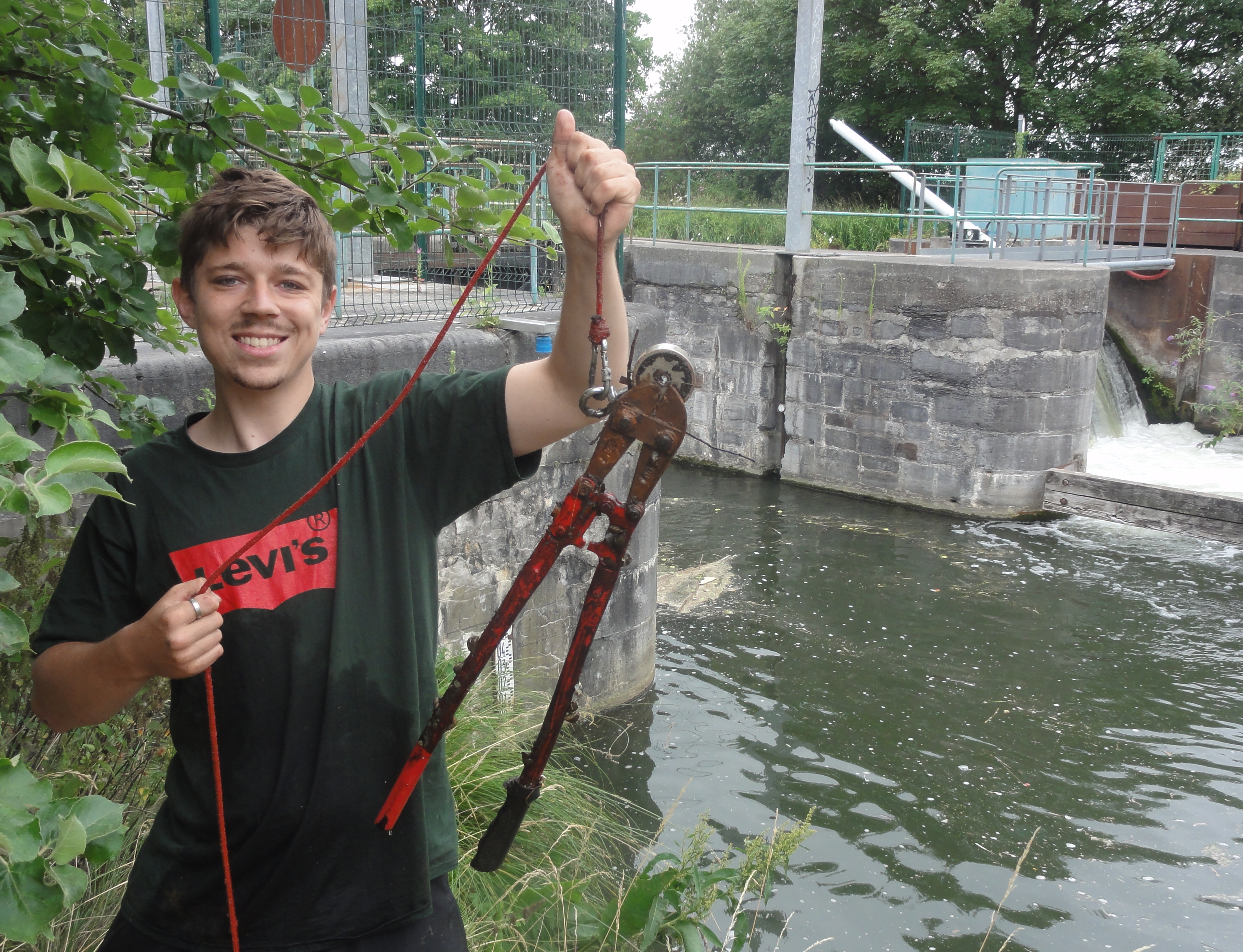
ボルトカッターを釣り上げる人

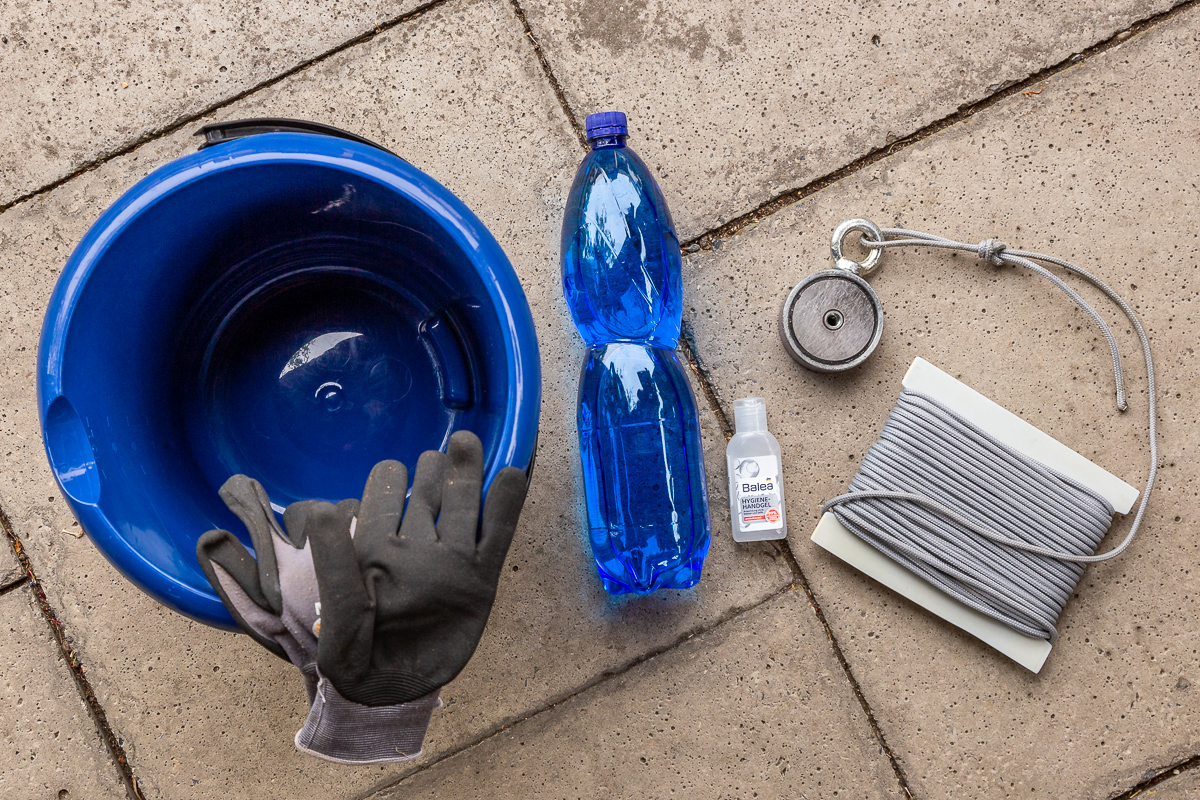
マグネットフィッシング用品一例

マグネットフィッシングとは、縄のついた強力な磁石（例：ネオジム磁石）を川に投げ込み、がらくたなどを釣り上げる行為である。時には骨とう品が引き上げられることがあるものの、たいていは日用品であり、アメリカ合衆国においては銃やナイフといった武器が引き上げられることもある。
アメリカ合衆国においては、コロナウイルスの流行により人気の趣味となった。また、愛好者のなかには発達障害のある子どもにも良いと考える者もいる。
基本的なマグネットフィッシングの用具はそこまで高くないものの、磁石は冷蔵庫に使われているものよりも強力なものが必要なため、「クレイトス・マグネティックス」といった専門用具を扱う業者のニーズも高まっている。

## 法律とのかかわり
ベルギー
2017年、マグネットフィッシングの愛好家がブラバントの殺人鬼のものと思われる火器や弾薬を見つけた。これ以外にも弾薬が見つかった例もあった。なお、地元警察は、武器（その疑いがある場合も含む）を見つけた場合は警察に知らせてほしいとしている
ドイツ
ハンブルグでは無許可のマグネットフィッシングには罰金刑が課される
アメリカ合衆国
2022年6月下旬にはジョージア州の軍事基地のある川でロケット弾などを釣り上げた者が罰金刑を課された一方、メイン州ではマグネットフィッシング愛好家集団が9トン近い金屑を川から回収して表彰された。